# Elmore (Alabama)
Elmore es un pueblo ubicado en el condado de Elmore en el estado estadounidense de Alabama. En el censo de 2000, su población era de 199. 

## Demografía
En el 2000 la renta per cápita promedia del hogar era de $ 29.792$ , y el ingreso promedio para una familia era de 32.500$. El ingreso per cápita para la localidad era de 13.533$. Los hombres tenían un ingreso per cápita de 30.179$ contra 23.333$ para las mujeres.

## Geografía
Elmore está situado en 32°32′32″N 86°18′56″O / 32.54222, -86.31556 (32.542314, -86.315455).
Según la Oficina del Censo de los EE. UU., la ciudad tiene un área total de 0.69 millas cuadradas (1.78 km ²).